# Light of the Stable (musikalbum)
Light of the Stable är ett julalbum av Emmylou Harris. Den släpptes ursprungligen 1979 på skivmärket Warner Bros. Records, men har senare återlanserats. 1992 släpptes en remastrad version med annat albumavslag. Albumet återutgavs även 2004 på bolaget Rhino Records, då med tre nya låtar som spelats in, samt de tio gamla låtarna remastrade. Albumomslaget kommer från omslaget till singeln "Light of the Stable" från 1975, och på titelspåret medverkar även Neil Young, Dolly Parton och Linda Ronstadt med sång.

## Låtlista

### Sida A
1. "Christmas Time's a-Coming" (Tex Logan) - 2:51
2. "O Little Town of Bethlehem" (Phillips Brooks/Lewis H. Redner) - 3:40
3. "Away in a Manger" [with Nancy Ahern] (Martin Luther/arr. Jonathan E. Spillman) - 2:37
4. "Angel Eyes (Angel Eyes)" (Rodney Crowell) - 3:18
5. "The First Noel" (Traditionell) - 2:40

### Sida B
1. "Beautiful Star of Bethlehem" (Arthur L. Phipps) - 3:05
2. "Little Drummer Boy" (Katherine Davis/Henry Onorati/Harry Simeone) - 4:02
3. "Golden Cradle" [with Nancy Ahern] (Traditional/arr. Nancy Ahern) - 2:05
4. "Silent Night" ("Stille Nacht, heilige Nacht") (Josef Mohr/ Franz Gruber/arr. Brian Ahern) - 3:33
5. " Light of the Stable" (Steven Rhymer/Elizabeth Rhymer) - 2:29

### Utökad version
1. "Christmas Time's a-Coming" (Tex Logan) - 2:51
2. "O Little Town of Bethlehem" (Phillips Brooks/Lewis H. Redner) - 3:40
3. "Away in a Manger" [med Nancy Ahern] (Martin Luther/arr. Jonathan E. Spillman) - 2:37
4. "Angel Eyes (Angel Eyes)" (Rodney Crowell) - 3:18
5. "The First Noel" (Traditional) - 2:40
6. "Beautiful Star of Bethlehem" (Arthur L. Phipps) - 3:05
7. "Little Drummer Boy" (Katherine Davis/Henry Onorati/Harry Simeone) - 4:02
8. "There's a Light" [ny låt] (Beth Nielsen Chapman)
9. "Cherry Tree Carol" [ny låt] (Traditional/arr. Kate McGarrigle/Anna McGarrigle)
10. "Golden Cradle" [with Nancy Ahern] (Traditional/arr. Nancy Ahern) - 2:05
11. "Silent Night" (Josef Mohr/Franz Gruber/arr. Brian Ahern) - 3:33
12. "Man Is an Island" [ny låt] (Kate McGarrigle/Anna McGarrigle/Jane McGarrigle)
13. "Light of the Stable" (Steven Rhymer/Elizabeth Rhymer) - 2:29